# 시카고피자 (기업)
주식회사 시카고피자(株式会社シカゴピザ)는 일본 오사카부 이바라키시에 본사가 있는 피자 배달 회사이다. 1987년 피자 도우를 만들던 식품회사인 트로나 저팬에서 피자 배달업을 시작한 것이 시초이며, 1988년에는 대한민국에도 진출했다. 2008년 4월에 트로나에서 분사했다.